# Віченца (футбольний клуб)
Футбольний клуб «Віченца» (італ. Vicenza Calcio) — професійний італійський футбольний клуб з однойменного міста, розташованого в регіоні Венето. 
Наразі виступає у другому за силою дивізіоні чемпіонату Італії, Серії B. У найсильнішій Серії A останнього разу виступав в сезоні 2000-01. Володар Кубка Італії 1997 року. Найвище досягнення у чемпіонаті — друге місце у Серії A в сезоні 1977-78.

## Історія
Клуб було засновано у 1902 році, з наступного року він почав брати участь у регіональних футбольних змаганнях. В чемпіонаті Італії 1910–11, який проходив у два етапи, «Віченца» стала переможцем турніру в регіоні Венето та вийшла до загальнонаціонального фіналу. Втім, у фіналі команда поступилася найсильнішій на той час в Італії «Про Верчеллі».
Протягом наступних десятиріч команда змагалася у другому та третьому дивізіонах національного чемпіонату. 1942 року «Віченца» уперше отримала право виступати в елітній Серії A, яку було започатковано ще наприкінці 1920-х. Команда втратила місце у цьому дивізіоні невдовзі після відновлення футбольних змагань по завершенні Другої Світової війни, однак вже в сезоні 1954-55 стала переможцем турніру у Серії B та повернула право виступів у вищому дивізіоні.
Команда була постійним учасником змагань у Серії A з 1955 до 1975 рік, як правило фінішуючи у середині турнірної таблиці. Вибувши в сезоні 1974-75 до Серії B, наступного ж сезону ледь не опустилася ще рівнем нижче, до третього за силою дивізіону, однак втрималася на 16-му місці, двома рядками турнірної таблиці вище від зони вильоту.

Натомість вже за рік, в сезоні 1976-77, «Віченца» вдруге в історії перемогла у Серії B та повернулася до Серії A. Повернення до еліти італійського футболу було тріумфальним — команда, яка ще роком раніше грала у другому за силою дивізіоні, відразу ж виборола срібні медалі національного чемпіонату 1977-78, поступившись лише туринському «Ювентусу». Важливою складовою тогорічного успіху «Віченци» стала результативна гра головної зірки команди, нападника Паоло Россі, якому вдалося відзначитися за сезон 24 забитими голами, ставши найкращим бомбардиром першості.
Наступного за «срібним» сезону 1978-79 Россі був другим у суперечці бомбардирів Серії A, однак його 15 голів виявилося замало аби навіть втримати «Віченцу» в елітному дивізіоні — 14-те місце і торішній срібний призер першості повертається до Серії B.
Результати гри команди продовжують погіршуватися і ще за два роки, у 1981, «Віченца» опиняється у третій у ієрархії футбольних ліг Італії Серії C1. Саме у цьому дивізіоні команда провела більшу частину 1980-х та початок 1990-х. 
Чергове піднесення клубу прийшлося на середину 1990-х, спочатку «Віченца» повертається до Серії B (у 1983), а в сезоні 1995-96, після 16 років перерви, знову розпочинає змагання у Серії A. У цей період команда відіграє п'ять сезонів в елітному дивізіоні та здобуває свій перший національний трофей — Кубок Італії (1997 року).
З 2001 року «Віченца» — незмінний учасник турнірів у Серії B, причому здебільшого вирішує завдання збереження прописки у цьому другому за силою дивізіоні італійського футболу.

## Досягнення
- Володар Кубка Італії (1): 1997.
- Срібний призер чемпіонату Італії: 1910—11, 1977—78.

## Відомі гравці
- Массімо Амброзіні
- Роберто Баджо
- Йоахім Бйорклунд
- Мохамед Каллон
- Паоло Россі
- Невіо Скала
- Лука Тоні